# Astbergbahn
De Astbergbahn is een vier persoons koppelbare stoeltjeslift gebouwd door Doppelmayr in 1991 voor de Bergbahnen Ellmau-Going, onderdeel van de Skiwelt Wilderkaiser Brixental. De lift is gebouwd in Going am Wilden Kaiser in het Oostenrijkse district Kitzbühel. De kabelbaan begint een stukje buiten het centrum van Going, en het bergstation bevindt zich op de Hausberg, dicht bij de Astberg.
De stoeltjeslift betekende voor toeristen in Going, dat zij skiënd naar het dalstation van de Hartkaiserbahn konden, sindsdien is het skigebied op de Astberg gemoderniseerd.

## Prestaties
De koppelbare stoeltjeslift is 1472 meter lang, men legt het traject af met een snelheid van 5 meter per seconde, wat betekent dat men er 4,9 minuten over doet om bij het bergstation te komen (of bij het dalstation). Er kunnen in één stoeltje vier personen plaatsnemen, de totale capaciteit komt dan op 1400 personen per uur. De gemiddelde stijging in de kabelbaan is 32%, de hoogste neiging is 65%. De stoeltjes beschikken over een zogenaamde 'bubble' die de inzittenden beschermt tegen sneeuw en wind. De 'bubble' en de beugel in de stoeltjes gaan automatisch omhoog en naar beneden zodra men het station 'inrijdt' of 'uitrijdt'